# Epoprostenol
El epoprostenol es una prostaciclina sintética (PGI2) en forma sódica. Es un fármaco empleado en pacientes con hipertensión pulmonar primaria que no responden adecuadamente a la terapia convencional.

## Acciones
El epoprostenol ejerce potente vasodilatación directa de los lechos vasculares arteriales pulmonar y sistémica, además de ser un antiagregante plaquetario.

## Usos
Un tratamiento a largo plazo con epoprostenol mejora el perfil hemodinámico y la capacidad de esfuerzo en los pacientes que padecen hipertensión pulmonar primaria. En un estudio a tres meses controlado con placebo, el tratamiento con epoprostenol demostró que puede prolongar la supervivencia del paciente. El efecto beneficioso sobre la supervivencia en el tratamiento a largo plazo se analizó comparando la supervivencia de los pacientes tratados con la serie histórica del registro americano de hipertensión pulmonar primaria.